# Данислав Кехайов
Данислав Кехайов е известен български народен певец от Тракийската фолклорна област, наричан „академичният глас на Тракия“.

## Биография
Роден е на 26 септември 1966 година в град Несебър в семейство на бежанци от Македония. Дядо му по бащина линия е от Куфалово, а баба му по бащина линия е от Енидже Вардар, но семейството бяга в Свободна България и се установява в Несебър. Майка му е от старозагорското село Главан. Завършва педагогика, музикална педагогика и специализира музикална и театрална драматургия. След това завършва магистратура по вокално-изпълнителско изкуство - народно пеене. Защитава докторат на тема „Мъжко народно пеене от България. Емблематични стилове и изпълнители“ в пловдивската Академия за музикално, танцово и изобразително изкуство „Проф. Асен Диамандиев“.
Развива активна певческа дейност с множество концерти в България и чужбина, като също така е един от най-активните дейци на фолклорния арт-мениджмънт. Кехайов е директор на Обединена общинска школа по изкуствата и Фолклорен ансамбъл „Слънчев бряг“ към община Несебър, един от инициаторите и директор на Фестивала на етносите в България, който се провежда в Несебър от 2004 година. Той е сред основателите на Асоциацията на фолклорните творци и изпълнители в България, която е учредена в 2006 година и на която е избран за главен секретар. Данислав Кехайов става председател на управителния съвет на международната фолклорна организация „Славянски път“ в януари 2010 година в Санкт Петербург. Работи също така като радиоводещ, учител по музика, а също продуцира и музикални албуми.
В 2014 година става художествен директор на ансамбъл „Пирин“ в Благоевград. В 2020 година подава оставка като художествен ръководител на ансамбъла, за да се заеме с нови проекти.
Данислав Кехайов е определян като тракийски певец с над 250 песни, документирани във фонотеката на Българското национално радио, Българската национална телевизия и други звукозаписни компании и медии, но той включва в репертоара си също така македонски, родопски и градски песни.